# Friedrich Schlegel
Karl Wilhelm Friedrich von Schlegel (Hannover, 10. ožujka 1772. – Dresden, 12. siječnja 1829.) bio je njemački filozof, kritičar i prevoditelj, kao i njegov brat August Wilhelm Schlegel. Smatra se jednim od osnivača romantizma.
Sin je luteranskog pastora Johanna Adolfa Schlegela (1721. – 1793.), Proveo je većinu djetinjstva s ujakom i sa starijim bratom Wilhelmom.
Prijatelj je Novalisa, Tiecka i drugih romantičara. S bratom Wilhelmom objavljivao je od 1798. do 1800. godine časopis Athenäum.
Živio je u Jeni, Berlinu, Parizu, a zatim se nastanio u Beču 1808. i prešao na katolicizam, postao je blizak suradnik kancelara Metternicha (sudjelovao je u radu Bečkoga kongresa i bio je s njim u Italiji 1819.) 
Među njegovim najpoznatijim književnim djelima su klasicističke drame »Lucinde« (1799.) i »Alarkos« (1802.) Schlegel je pisao romantičnu poeziju, raspravljajući o potrebi za slobodnom književnošću iz klasičnih modela. U svojim djelima „Povijest antičke i moderne književnosti“ 1815., radio je na književnoj povijesti.